# Allan Cuthbertson
Allan Cuthbertson (Perth, Australia, 7 de abril de 1920 - Londres, Reino Unido, 8 de febrero de 1988) fue un actor australiano.

## Biografía
Allan Darling Cuthbertson nació en Perth, Australia Occidental. Fue hijo de Ernest e Isobel Ferguson (Darling) Cuthbertson y también el menor de los tres hijos que tuvieron. Actuó en el escenario y en la radio desde muy temprana edad. Durante la Segunda Guerra Mundial Cuthbertson sirvió como oficial en la Real Fuerza Aérea Australiana desde el 6 de diciembre de 1941 hasta el 1 de julio de 1947.
Luego emigró a Inglaterra en 1947 donde continuó actuando. Allí entro en el cine y la televisión e interpretó allí sobre todo a militares aunque también hacía comedias. Apareció en un total de 166 películas y series. También hizo obras teatrales e hizo todo ello hasta 1987.
Murió el 8 de febrero de 1988 en Londres. Cabe destacar, que, aunque su muerte llamó la atención en Gran Bretaña, su muerte no llamó la atención en Australia.

## Filmografía

### Cine
| - Carrington V.C. (1954) – Lt. Col. Henniker - Portrait of Alison (1955) – Henry Carmichael - On Such a Night (1956) – 1st Gentleman - Doublecross (1956) – Clifford - Cloak Without Dagger (1956) – Colonel Packham - The Man Who Never Was (1956) – Vice-Admiral - Eyewitness (1956) – Det Insp (uncredited) - Anastasia (1956) – Blond Man (uncredited) - The Passionate Stranger (1957) – Dr. Stevenson - Yangtse Incident: The Story of H.M.S. Amethyst (1957) – Captain Donaldson RN - Barnacle Bill (1957) – Chailey - Law and Disorder (1958) – Police Inspector - Ice Cold in Alex (1958) – Brigadier's Staff Officer - I Was Monty's Double (1958) – Guards Officer - Room at the Top (1959) – George Aisgill - The Crowning Touch (1959) – Philip - Shake Hands with the Devil (1959) – Captain - The Devil's Disciple (1959) – British Captain - Los asesinos del Kilimanjaro (1959) – Sexton - North West Frontier (1959) – Monocled Officer (uncredited) - Los estranguladores de Bombay (1960) – Capt. Christopher Connaught-Smith - Tunes of Glory (1960) – Capt. Eric Simpson - The Malpas Mystery (1960) – Lacey Marshalt - Man at the Carlton Tower (1961) - Los cañones de Navarone (1961) – Maj. Baker - On the Double (1961) – Captain Patterson - Solo for Sparrow (1962) – Supt. Symington - Term of Trial (1962) – Sylvan-Jones - The Boys (1962) – Randolph St. John - The Brain (1962) – Da Silva (uncredited) - The Fast Lady (1962) – Bodley - Freud: The Secret Passion (1962) – Wilkie | - Nine Hours to Rama (1963) – Capt. Goff - The Running Man (1963) – Jenkins - The Mouse on the Moon (1963) – Member of Whitehall Conference - Tamahine (1963) – Housemaster - Bitter Harvest (1963) – Mr. Eccles - The Informers (1963) – Smythe - The 7th Dawn (1964) – Colonel Cavendish - Operation Crossbow (1965) – German Technical Examiner - Life at the Top (1965) – George Aisgill - Game for Three Losers (1965) – Garsden - Cast a Giant Shadow (1966) – Immigration Officer - Press for Time (1966) – Mr. Ballard - The Trygon Factor (1966) – Det. Thompson - Jules Verne's Rocket to the Moon (1967) – Scuttling - Half a Sixpence (1967) – Wilkins - Sinful Davey (1969) – Captain Douglas - The Body Stealers (1969) – Hindesmith - Captain Nemo and the Underwater City (1969) – Lomax - The Adventurers (1970) – Hugh - One More Time (1970) – Belton - Performance (1970) – The Lawyer - The Firechasers (1971) – D.O Jarvis - Assault (1971) – Coroner - Diamonds on Wheels (1974) – Gus Ashley - The Outsider (1979) – Stanley - The Sea Wolves (1980) – Melborne - Hopscotch (1980) – Chartermain - The Mirror Crack'd (1980) – Peter Montrose ('Murder at Midnight') - Trece a la mesa (1985) – Sir Montague Corner |